# Kąty (gmina w województwie warszawskim)
Kąty (od 1973 Góra Kalwaria) – dawna gmina wiejska istniejąca do 1954 roku w woj. warszawskim. Początkowo siedzibą władz gminy były Kąty, a po wojnie Baniocha.
Za Królestwa Polskiego gmina należała do powiatu górnokalwaryjskiego w guberni warszawskiej. W związku ze zniesieniem powiatu górnokalwaryjskiego w 1879 gminę przyłączono do powiatu grójeckiego w tejże guberni.
W okresie międzywojennym gmina Kąty należała do powiatu grójeckiego w woj. warszawskim. Po wojnie gmina zachowała przynależność administracyjną.
29 listopada 1948 roku część obszaru gminy Kąty przyłączono do Góry Kalwarii (gromadę Marianki i część gromady Moczydłów: osiedle Miasto-Ogród Góra Kalwaria, kolonia Moczydłów I, kolonia Moczydłów II, kolonia Moczydłów lit. A, kolonia Lipków oraz niektóre grunt państwowe).
1 lipca 1952 roku gminę Kąty przyłączono do nowo utworzonego powiatu piaseczyńskiego; równocześnie część obszaru gminy Kąty przyłączono do nowo utworzonej gminy Sobików (gromady Bronisławów, Cendrowice, Czachówek, Czaplinek, Czarny Las, Dobiesz, Kiełbaska, Krzaki Czaplinkowskie, Obręb, Sierzchów, Sobików i Wojciechowice). 
Według stanu z 1 lipca 1952 roku gmina składała z 15 gromad: Baniocha, Brześce, Dębówka, Kawenczyn, Kawenczynek, Kąty, Łubna, Mikówiec, Moczydłów, Podłęcze Brzeskie, Solec, Szymanów, Turowice, Wólka Dworska i Wólka Załęska. 
Gminę zniesiono 29 września 1954 roku wraz z reformą wprowadzającą gromady w miejsce gmin. Jednostki nie przywrócono 1 stycznia 1973 roku po reaktywowaniu gmin, utworzono natomiast jej terytorialny odpowiednik gminę Góra Kalwaria.